# Торрини, Эмилиана
Эмилиана Торрини (исл. Emilíana Torrini; род. 16 мая 1977) — исландская певица итальянского происхождения. Исполнительница финальной песни фильма «Властелин колец: Две крепости» под названием «Gollum’s Song».

## Совместные работы
Сотрудничала с исландской группой GusGus, выступила в качестве вокалистки на их дебютном альбоме Polydistortion (1997), песню «Why» с которого до сих пор исполняет на концертах. Была соавтором песен «Slow» и «Someday» на альбоме Кайли Миноуг Body Language. Выступала вокалисткой в альбоме Thievery Corporation «The Richest Man in Babylon» (2002). В том же году Торрини участвовала в записи песни Пола Окенфолда Hold Your Hand (альбом Bunkka). Торрини выступала с Moby, Стингом, Дайдо, Travis, Tricky.

## Дискография

### Альбомы
- 1994 — Spoon
- 1995 — Crouçie D’où Là
- 1996 — Merman
- 1999 — Love in the Time of Science
- 2000 — Rarities
- 2005 — Fisherman’s Woman
- 2008 — Me and Armini
- 2013 — Tookah
- 2024 — Miss Flower

### Синглы
- 1999 — «Unemployed in Summertime»
- 1999 — «Dead Things»
- 1999 — «To Be Free»
- 1999 — «Baby Blue»
- 2000 — «Easy»
- 2004 — «Livesaver»
- 2005 — «Sunny Road»
- 2005 — «Heartstopper»
- 2008 — «Jungle Drum»
- 2009 — «Me and Armini»
- 2013 — «Speed of Dark»

## Реклама
Её песня «Jungle Drum» была использована в рекламе MEGA Россия и в проморолике, представлявшем Исландию. Музыкальная композиция «Thievery Corporation — Until The Morning», где Эмилиана выступала вокалисткой, использовалась в рекламе иностранного автомобиля.[значимость факта?]